# Germanización
En ciencias sociales, la germanización es la extensión de lo alemán (el idioma, el pueblo y la cultura alemana), tanto por la fuerza como por la asimilación (aculturación). En lingüística, hace referencia a la adaptación al idioma alemán de una palabra extranjera. Estos significados se aplican a Alemania o a los pueblos germánicos de forma similar a como se aplican los términos romanización (adaptación de otras lenguas al alfabeto latino, pero también la imposición a los pueblos prerromanos del latín y la civilización romana en la Edad Antigua) y arabización (idioma y civilización árabe en la Edad Media).
Para la Antigüedad tardía y la Alta Edad Media, el concepto de germanización puede aplicarse a la expansión de los pueblos germánicos y al establecimiento de los reinos germánicos. Los pueblos germánicos eran un amplio grupo de tribus que tenían en común que hablaban lenguas germánicas y provenían del norte y centro de Europa. Posteriormente, se extendieron por una gran parte de Europa, desde la parte occidental del Imperio romano hasta el lejano Kanato de Rus. Su relación con la población nativa fue muy diferente en cada caso, así como su influencia y pervivencia, efímera en la mayor parte de los casos (muy ligera en Italia, mayor en el caso del reino visigodo de Toledo y el Rus de Kiev, que sería sustituido por al-Ándalus o por la España musulmana; y mucho más profunda en el caso de los reinos anglosajones, sometidos primero a los daneses y luego a los latinizados normandos). En el caso del español, destaca la persistencia de germanismos incorporados a las nacientes lenguas romances (castellano, catalán y gallego).
Los nombres de algunos pueblos germánicos pasaron a hacer referencia de manera general a zonas con una mayor homogeneidad de población de habla y origen étnico germánico frente a otras de Europa Occidental. Por ejemplo, en español la tribu de los alamanes dio nombre a Alemania y los romanos llamaban Germania a la región entre el Rin y el Vístula. 
Durante la Baja Edad Media hubo una expansión, estimulada por distintas entidades políticas, en forma de migración y asentamiento de población de habla alemana. En un primer momento se dio entre el Elba y el Óder, y posteriormente se difundió por amplias zonas del este de Europa, desde Prusia y el Báltico hasta los Balcanes (Ostsiedlung o Drang nach Osten).
De forma específica, a comienzos del siglo XIX, la germanización fue uno de los puntos centrales del pensamiento de la intelectualidad alemana en el periodo previo a la unificación alemana (pangermanismo), cuyos parámetros ideológicos se definían por el romanticismo, el liberalismo y el nacionalismo.